# Unix System Services
Unix System Services (USS) ist eine Komponente des z/OS. USS ist eine vollwertige, zertifizierte Unix-Implementierung (XPG4 UNIX 95).
Es handelt sich um das erste UNIX 95, welches nicht aus dem AT&T- / SCO-Quellcode abgeleitet wurde. Durch die Integration in z/OS stehen zusätzlich zu den üblichen Unix-Diensten TSO-Kommandos zur Verfügung und es ist möglich, Unix-Dateien mittels ISPF zu verarbeiten. Erweiterungen in der Job Control Language erlauben es, diese Dateien auch in Stapelverarbeitungen zu verwenden.
Unix System Services ermöglicht es, Unix-Anwendungen auf IBM-Großrechnern laufen zu lassen und unixbasierende Dienste auf diesen Rechnern zu implementieren. Die einzige Inkompatibilität bilden Programme, die in ihrer Logik auf den Zahlenwerten von ASCII-Zeichen basieren. Die Architektur der System z basiert auf EBCDIC.
Programme, die unter USS laufen, haben auch vollen Zugang zu den Funktionen des z/OS. Dies wird zum Beispiel für Datenbankanbindungen verwendet (Db2 über Call Attach). Derartige Programme sind dann aber nicht mehr portierbar.
Die Dateisysteme des USS (HFS und zFS) sind aus Sicht des übrigen z/OS spezielle Datasets.
Vorläufer der Unix System Services war eine Betriebssystemkomponente namens Open Edition MVS, welche erstmals in MVS/ESA 4.3 implementiert war und lediglich die POSIX-Standards implementierte.